# Kasseistrook van Quiévy naar Saint-Python
De kasseistrook van Quiévy naar Saint-Python (Frans: Secteur pavé de Quiévy à Saint-Python) is een kasseistrook uit de wielerwedstrijd Parijs-Roubaix, gelegen in de Franse gemeenten Quiévy, Saint-Hilaire-lez-Cambrai, Viesly.
De strook is een van de eerste van de wedstrijd en ligt op het parcours tussen de dorpen Quiévy en Saint-Python. Het is een 4-sterrenstrook van 3700 meter lang, waarmee het een van de langste van de wedstrijd is. Ze werd voor het eerst in het parcours opgenomen in 1973.
De kasseistrook begint in het oosten van het dorpscentrum van Quiévy en loopt over de Rue de Valenciennes in noordelijke richting. Na meer dan anderhalve kilometer maakt komt men op het grondgebied van Saint-Hilaire-lez-Cambrai op een andere straat, en slaat men rechtsaf, waarna de strook twee kilometer verder in zuidoostelijke richting gaat. Het laatste stuk loopt over het grondgebied van Viesly. Aan het eind van de strook bevindt zich links van de weg de oude Ferme de la Fontaine-Au-Tertre.
Ook de strook van Hornaing naar Wandignies-Hamage is in totaal 3700 meter lang, maar is minder zwaar.
27: Troisvilles à Inchy · 
26: Viesly à Quiévy · 
25: Quiévy à Saint-Python · 
24: Saint-Python · 
23: Vertain à Saint-Martin-sur-Écaillon · 
22: Capelle-sur-Écaillon à Ruesnes · 
21: Aulnoy-lez-Valenciennes - Famars · 
20: Famars à Quérénaing · 
19: Quérénaing à Maing · 
18: Maing à Monchaux-sur-Écaillon · 
17: Haveluy à Wallers · 
16: Bos van Wallers-Arenberg · 
15: Millonfosse à Bousignies · 
14: Brillon à Tilloy-lez-Marchiennes · 
14: Tilloy à Sars-et-Rosières · 
13: Beuvry-la-Forêt à Orchies · 
12: Orchies · 
11: Auchy-lez-Orchies à Bersée · 
11: Mons-en-Pévèle · 
10: Mérignies à Avelin · 
9: Pont-Thibaut à Ennevelin · 
8: Templeuve - L'Épinette · 
8: Templeuve – Moulin-de-Vertain · 
7: Cysoing à Bourghelles · 
6: Bourghelles à Wannehain · 
5: Camphin-en-Pévèle · 
4: Carrefour de l'Arbre · 
3: Gruson · 
2: Willems à Hem · 
1: Roubaix